# دفنة تنوبية
دفنة تنوبية (الاسم العلمي:Daphne abietina) هي نوع غير مؤكد من النباتات تتبع جنس الدفنة من الفصيلة المثنانية.